# Philibert Babou
Pour les autres membres de la famille, voir Famille Babou de La Bourdaisière.
Philibert Babou, né vers 1484 et mort en 1557, seigneur de Givray et de la Bourdaisière, est surintendant des finances sous François Ier.

## Fonctions
- Maire de Tours (1520-1521)
- Maître d'hôtel du roi
- Trésorier de France (1521-1551)
- Trésorier général des finances (1551-1557)
- Surintendant des finances (1524-1544) sous François Ier
- Cryptanalyste du roi : d'après Vigenère, Filbert Babou savait décrypter des dépêches interceptées aux puissances étrangères[1].

## Famille
- Fils de Laurent Babou, sieur de Givray (+/1504) et de Françoise Rat (+ vers 1543)
- Marié le 28 avril 1510, à Tours, avec Marie Gaudin, dame de la Bourdaisière (~1495-1580), dont :
  - Jean Babou de la Bourdaisière (1511-1569) : grand-père maternel de Gabrielle d'Estrées, et par elle un ancêtre de Louis XV
  - Jacques (1512-1532), évêque d'Angoulême
  - Philibert (1513-1570), cardinal, camerlingue en 1570
  - Leonor (+1558), panetier du Roi qui sera au siège de Thionville en 1558
  - François
  - Claude Babou de la Bourdaisière (+1590)
  - Marie (née en 1524) mariée avec Bonaventure Gillier (trépassé en 1584), baron de Marmande, seigneur de Faye-la-Vineuse et de Ports arrière-petit-fils de l'amiral Jean V de Bueil
  - Antoinette Babou de la Bourdaisière